# Wenzel Seemann von Treuenwart
Wenzel Franz Ritter Seemann von Treuenwart (* 13. April 1794 in Tuschmitz bei Kaaden als Franz Wenzel Seemann; † 1. März 1885 in Wien) war ein österreichischer Jurist und Generalauditor.

## Leben
Franz Wenzel Seemann wurde in der Gemeinde Tuschmitz bei Kaaden in Böhmen als Sohn des Bauern und Oberrichters Joseph Seemann (1768–?) und dessen Ehefrau Anna Rosalia Gassauer (1765–1826) geboren. Der Vater stammte aus Nehasitz, die Mutter war eine Tochter des damaligen Richters von Tuschmnitz, Joseph Gassauer und der Anna Maria geborene Tobisch. Die Eheleute Seemann bewirtschafteten einen großen landwirtschaftlichen Hof in Tuschmitz. Seemanns jüngerer Bruder Carl (1805–1877) war mit Maria Theresia Tobisch, einer Nichte von Franz Josef Tobisch verheiratet und übernahm die elterliche Landwirtschaft. Nach dem Besuch des Gymnasiums studierte Seemann Rechtswissenschaften.
Nach seinem Eintritt in die k. k. Armee kam Seemann als Hauptmann-Auditor zum k.u.k. Infanterieregiment „Hoch- und Deutschmeister“ Nr. 4. 1838 erhielt er die Ernennung zum Stabsauditor beim Generalkommando in Galizien. Am 13. Dezember 1845 wurde er auf allerhöchste Entschließung zum Generalauditor-Leutnant in Lemberg ernannt. Drei Jahre später rückte er zum Generalauditor-Leutnant erster Klasse auf. Kaiser Franz Joseph I. ernannt ihn am 6. Februar 1851 zum Militär-Appellationsrat und im April 1853 zum Generalauditor. In dieser Funktion wirkte Seemann als Referent beim obersten Militär-Gerichtshof der Habsburgermonarchie. Nach der Auszeichnung mit dem Ritterkreuz des österreichischen Leopold-Ordens wurde Seemann, gemäß den Ordensstatuten, in den Ritterstand des österreichischen Kaiserreichs erhoben und führte fortan den Titel Ritter von Treuenwart.
1858 wurde er als Generalstabsauditor pensioniert. Seemann von Treuenwart verbrachte seinen Lebensabend in Wien und starb dort 1885. Beigesetzt wurde er auf dem Wiener Zentralfriedhof.
Aus seiner Ehe mit Louise (Ludmilla) Rosa geborene von Frisch (1811–1891), Tochter des Oberst und Grenadier-Bataillons-Kommandeurs Johann von Frisch († 1825 in Brünn), entstammten sechs Kinder, darunter Eleonore Freiin Merkl von Reinsee geborene Seemann von Treuenwart (1835–1915), der Vizeadmiral Karl Ottokar Ritter Seemann von Treuenwart (1837–1925), der Militärjurist Albin Ritter Seemann von Treuenwart (1840–1912) und die Pianistin und Musikpädagogin Johanna Seemann von Treuenwart (1849–1944).

## Auszeichnungen
- Ritter des Franz-Joseph-Ordens (15. August 1850)[5]
- Ritter des österreichischen Leopold-Ordens (30. April 1854)[6]
- Kommandeur des russischen Sankt-Stanislaus-Ordens[7]